# Francisco Cuevas Mackenna
Juan Francisco Cuevas Mackenna (Santiago, 22 de mayo de 1910-Ibíd, 25 de mayo de 1988) fue un Ingeniero civil, agricultor y político chileno, que se desempeñó como ministro de Estado de su país, durante el segundo gobierno del presidente Carlos Ibáñez del Campo.

## Familia y estudios
Nació en Santiago de Chile el 22 de mayo de 1910, hijo de Luis Cuevas Bartholin y Julia Mackenna Subercaseaux. Realizó sus estudios primarios y secundarios en el Instituto Andrés Bello. Continuó los superiores en la Pontificia Universidad Católica (PUC), titulándose como ingeniero civil en 1933, con la tesis Central hidroeléctrica.
Se casó en dos ocasiones, primero con Paulina Pinto Correa, con quien tuvo cuatro hijas: Paulina Francisca, Julia y María Teresa; luego el 17 de noviembre de 1971, contrajo segundas nupcias con Patricia de Lourdes Carvallo Espinoza, con quien tuvo otros dos hijos.Patricia Isabel y Juan Francisco.

## Carrera profesional
Comenzó ejerciendo su profesión en el sector minero. Ocupó el puesto de gerente de la Compañía Minera Guayacán y de la Asociación de Productores de Cáñamo.
También se dedicó a las labores agrícolas, explotando el fundo "El Cardo" de la comuna santiaguina de Pirque. Trabajó en la construcción de un sistema de carguío para la Compañía Carbonífera e Industrial de Lota y el canal Poyanco frente a San Alonso, destinado al riego agrícola. A continuación, ejerció como consecionario de la Central Hidroeléctrica de Tuqui y fue gerente de la empresa Compañía Minera Cerro Negro.

## Carrera política
Con ocasión de la segunda presidencia de Carlos Ibáñez del Campo, fue nombrado el 14 de octubre de 1953 como ministro de Minería, cargo que dejó el 19 de enero de 1954. Seguidamente, fue nombrado como vicepresidente del Banco del Estado. Un año después, el 6 de enero de 1955 retornó al gobierno, esta vez como ministro de Hacienda, función que desempeñó hasta el 21 de febrero del mismo año.
Entre otras actividades, fue miembro de la Sociedad Nacional de Agricultura (SNA), de la Sociedad Nacional de Minería (Sonami) —de la que fue su presidente en 1965—, del Instituto de Ingenieros de Chile, del Automóvil Club y del Stade Français.
Falleció en Santiago el 25 de mayo de 1988, a los 78 años.